# 水銀融化
《水銀融化》（又译作）是由Ignition Banbury開發的益智平台游戏，於2006年10月發行。該作是2005年遊戲《水銀》的續作。該作的玩法與前作相似，玩家需透過傾斜遊戲場景將水銀引導至指定的終點。該作的開發時程較前作寬裕，且開發團隊較有經驗和聽取了玩家的意見，因此較前作簡單，而玩家於關卡選擇方面限制较少。該作加入了新的陷阱、障礙物和小遊戲。
該作的PlayStation 2（PS2）移植版《水銀融化Remix》於2006年11月發行，PS2版增加了新關卡，並針對PS2控制器最佳化。Wii移植版《水銀融化Revolution》於2007年發行，Wii版修改了關卡內容、改善畫面并使用了Wii的運動控制功能。
評論家對《水銀融化》的評價多為正面，稱讚其在關卡難度和視覺風格方面較前作有所改進。《Remix》獲評褒貶不一，評論家對於該版本的控制方式評價兩極，而部分批評該版本沒有多人模式。《Revolution》雖被批評沒有多人模式，但於運動控制方面獲評論家讚揚。

## 玩法
《水銀融化》是一款益智平台遊戲。該作的玩法與前作相似，玩家透過傾斜遊戲場景間接控制畫面上的滴狀水銀，目標是將水銀引導至指定的終點。如果玩家於關卡中失去所有的水銀或未達通關條件，就須重新遊玩該關卡。玩家可以運用關卡中的尖銳物體或障礙物分離水銀。水銀可透過名為「顏料場」的裝置或與其他水銀滴合併將水銀染色。水銀混色基於三原色光模式。遊戲世界由名為「實驗室」的區域組成，共16個關卡。每關皆會有100%水銀剩餘量、獲得最高分、獲得所有獎勵星星等成就。這些成就可以分別完成，而三個成就都獲得後會取得額外成就。玩家通關後會累積總水銀量表，達成條件後會解鎖下一關卡。玩家如果於特定關卡中表現良好，會解鎖第17個關卡。

畫面中的水銀此時為固態，使其可以於軌道上移動。右上角為顏色混合的參照圖。

該作增加了圓形場地「遊樂場」，玩家可以於此處遊玩或測試關卡中出現的物體。該作引入了型態的概念，水銀可以於「熱態」、「冷態」、「固態」等型態切換。熱態使水銀變為易分離的液體，可以快速移動；冷態使水銀變為半固體，移動速度較熱態緩慢且較不易分離；固態使水銀變為不會分離的固體球，並可以於軌道上移動。玩家可透過無線隨意網路或線上基礎架構網路遊玩多人模式。多人模式中，玩家之間會於先前解鎖的單人模式關卡相互戰鬥，關卡中的掉落物取代原先的獎勵星星，這些掉落物可協助拾取者或阻礙對手。
除主要內容外，該作加入了五款小遊戲：Rodeo、Race、Metrix、Shove、Paint。於Rodeo中，玩家需傾斜遊戲場景防止水銀掉落；於Race中，玩家在賽道上與水銀競賽；Metrix是消除类益智遊戲，玩家於遊戲給定區域下將三滴以上的水銀組成一組並消除；Shove的玩法與冰壺相似，玩家將水銀瞄準目標物的中心點並避開陷阱；於Paint中，玩家移動水銀，在對手之前將盤子塗成各自的顏色。玩家可透過收集獎勵星星解鎖小遊戲，所有小遊戲皆可以於單人或多人模式下遊玩。

## 開發與發行
《水銀融化》由Ignition Banbury（前身為Awesome Studios）開發。開發初期，前作《水銀》的設計師阿徹·麥可萊恩從Ignition Banbury離職，但該事件未影響遊戲的開發。前作為配合PlayStation Portable（PSP）推出，在緊迫的開發時程下完成，導致其遊戲內容不完善。自前作發行後，開發團隊在開發PSP遊戲方面的經驗較為豐富，使《水銀融化》更接近他們起初對前作的要求:1。開發團隊運用了賽璐珞渲染設計，使該作較前作有所區別，旨在吸引更多玩家。開發團隊發現很多評論認為前作的關卡難度過高，所以他們於該作降低難度、使難度曲線更加一致，並讓關卡之間不會過於線性:2。該作原先預計於2006年9月在歐洲發行，並計劃加入可下载内容（DLC），但發行日期後被推遲。該作由Ignition Entertainment於2006年10月3日在北美發行，雅達利於10月6日在歐洲發行。該作於2010年10月19日連同《水銀》作為限量版捆綁發行。Ignition Entertainment於2011年6月28日在电子娱乐展宣布將推出該作的iOS版本。
開發團隊於2006年9月15日公佈該作於PS2移植版本《水銀融化Remix》，該版本運用了DualShock控制器的第二個類比搖桿和振動功能。該版本增加新關卡，使總關卡數達200個以上。《Remix》於2006年11月24日在歐洲發行，12月4日在北美發行。
該作的Wii版本《水銀融化Revolution》由PS2版本移植。開發團隊於任天堂發表代號為「Revolution」（Wii前身）的次世代主機後就開始研發，其中運用了運動控制功能。他們之後在2006年电子娱乐展向任天堂提議，並獲後者批准。開發團隊以原本打算用於前作，尚未完成的GameCube引擎為基礎開發，並加入傾斜感應玩法。該版本增加新關卡、改善難度曲線和《Remix》的画面。該版本除傾斜感應玩法外，開發團隊也提供了對Wii傳統控制器的支援，但不支援GameCube控制器 。《Revolution》於2007年6月8日在歐洲發行，10月17日在北美發行。

## 反應
根據评论聚合网站Metacritic，《水銀融化》的PSP和Wii版本獲評「正面評論為主」，PS2版本獲評「褒貶不一或中庸」。該作的PSP和Wii版本被列入2010年版《有生之年非玩不可的1001款游戏》之一:16，並獲頒IGN 2006年度PSP遊戲「最佳益智游戏」獎。於該作的PSP版本，評論家讚揚其在關卡難度和視覺風格方面的改進。Eurogamer的汤姆·布拉姆韦尔稱讚其難度曲線更加一致和多樣的關卡設計。IGN的Nix認為該作的賽璐珞彩現設計和亮色系風格，較前作的冷鋼（cold-steel）設計而言更加明亮、有趣。Nix也解釋此種設計使他容易得知水銀滴的形狀，和它何時消散。GameSpot的亞歷克斯·納瓦羅表示該作明亮且色彩豐富的風格使關卡看起來更加賞心悅目。PALGN的盧克·范勒弗朗認為該作的場景雖無史詩感，但確實感到更生動。Pocket Gamer的歐文·比內拉克表示該作於幾乎所有方面都較前作進步。
評論家對《Remix》的評價褒貶不一。GameZone的Jkdmedia和PALGN的大衛·洛皆稱讚該版本經改進的鏡頭控制。納瓦羅認為新的鏡頭控制方式太過靈敏，於某些場景下會造成更多失誤，並批評該版本沒有多人模式，使其於聚會遊玩時變得乏味。Nix提到該版本於搖桿手感方面不如PSP版本良好。
評論家對《Revolution》的評價較為正面，並著重讚揚運動控制方面。PALGN的勒弗朗稱讚了運動控制功能的效果。布拉姆韋爾認為與當時的其他Wii遊戲相比，該版本的控制方式較為完善，且對所有玩家而言都易於理解。IGN的Bozon表示該版本引入的運動控制功能與Wii遙控器完美契合。GamePro的埃米莉·巴利斯特列里提到新的運動控制功能既新鮮又有趣，但批評該作沒有多人模式。《Play》的希瑟·坎贝尔對該版本的批評較為嚴厲，表示Wii平台上已有相似遊戲，而該作的美術風格不像《Kororinpa》等遊戲具有吸引力。